# WWE Women's United States Championship
O WWE Women's United States Championship (em português: Campeonato Feminino dos Estados Unidos da WWE) é um campeonato de luta profissional promovido pela promoção americana WWE, defendido na marca SmackDown. Ele é um dos dois campeonatos secundários femininos no plantel principal da WWE, juntamente com o Campeonato Intercontinental Feminino da WWE, do Raw. O título foi anunciado durante o episódio de 8 de novembro de 2024 do SmackDown. A atual campeã é Giulia, que está em seu primeiro reinado. Ela derrotou Zelina Vega no episódio de 27 de junho de 2025 do SmackDown.

## História

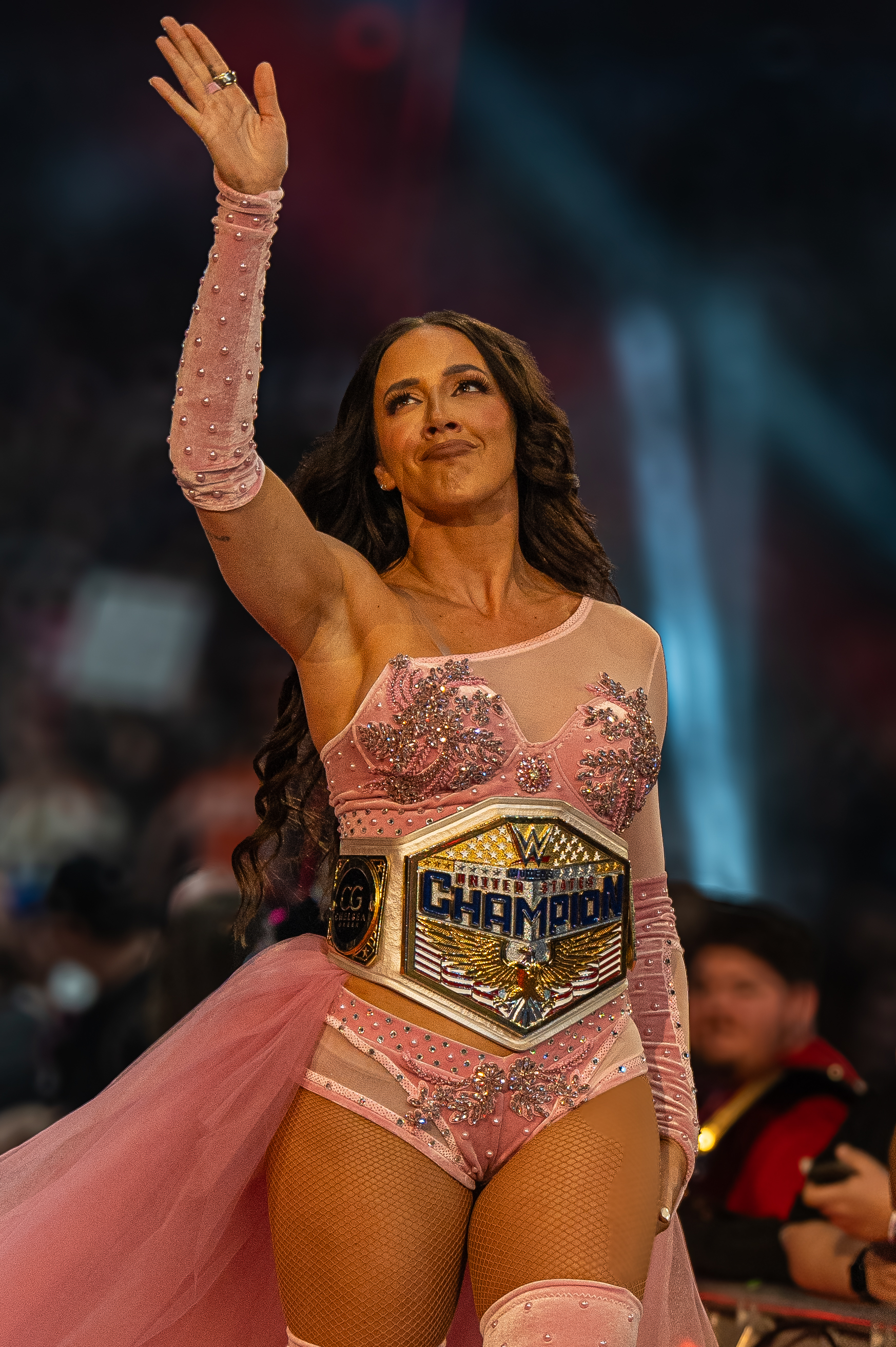
Campeã inaugural, Chelsea Green.

A promoção americana de wrestling profissional WWE foi fundada em abril de 1963, mas nunca teve um campeonato feminino secundário até que o Campeonato Norte-Americano Feminino do NXT foi introduzido para a marca de desenvolvimento NXT em abril de 2024. Por sua vez, mais tarde naquele ano, durante o episódio de 8 de novembro de 2024 do SmackDown, o gerente geral da marca Nick Aldis revelou o Campeonato Feminino dos Estados Unidos da WWE como um campeonato secundário para a divisão feminina no plantel principal, contrariando o Campeonato dos Estados Unidos da WWE masculino.

## Torneios

### Torneio pelo WWE Women’s United States Championship (2024)
O torneio pelo inaugural WWE Women's United States Championship começou em 15 de novembro e foi concluído em 14 de dezembro de 2024, no Saturday Night's Main Event.
|  |                                                                  |                                                                  |                                                                  |  |  |                                             |                                             |                                             |  |  |                                                          |                                                          |                                                          |
|  | Primeira rodada SmackDown 15 de novembro – 6 de dezembro de 2024 | Primeira rodada SmackDown 15 de novembro – 6 de dezembro de 2024 | Primeira rodada SmackDown 15 de novembro – 6 de dezembro de 2024 |  |  | Semifinais SmackDown 13 de dezembro de 2024 | Semifinais SmackDown 13 de dezembro de 2024 | Semifinais SmackDown 13 de dezembro de 2024 |  |  | Final Saturday Night's Main Event 14 de dezembro de 2024 | Final Saturday Night's Main Event 14 de dezembro de 2024 | Final Saturday Night's Main Event 14 de dezembro de 2024 |
|  | Primeira rodada SmackDown 15 de novembro – 6 de dezembro de 2024 | Primeira rodada SmackDown 15 de novembro – 6 de dezembro de 2024 | Primeira rodada SmackDown 15 de novembro – 6 de dezembro de 2024 |  |  | Semifinais SmackDown 13 de dezembro de 2024 | Semifinais SmackDown 13 de dezembro de 2024 | Semifinais SmackDown 13 de dezembro de 2024 |  |  | Final Saturday Night's Main Event 14 de dezembro de 2024 | Final Saturday Night's Main Event 14 de dezembro de 2024 | Final Saturday Night's Main Event 14 de dezembro de 2024 |
|  |                                                                  |                                                                  |                                                                  |  |  |                                             |                                             |                                             |  |  |                                                          |                                                          |                                                          |
|  |                                                                  |                                                                  |                                                                  |  |  |                                             |                                             |                                             |  |  |                                                          |                                                          |                                                          |
|  | Bayley                                                           | Bayley                                                           | Pin                                                              |  |  |                                             |                                             |                                             |  |  |                                                          |                                                          |                                                          |
|  | Bayley                                                           | Bayley                                                           | Pin                                                              |  |  |                                             |                                             |                                             |  |  |                                                          |                                                          |                                                          |
|  | Candice LeRae                                                    | Candice LeRae                                                    | —                                                                |  |  |                                             |                                             |                                             |  |  |                                                          |                                                          |                                                          |
|  | Candice LeRae                                                    | Candice LeRae                                                    | —                                                                |  |  |                                             |                                             |                                             |  |  |                                                          |                                                          |                                                          |
|  | B-Fab                                                            | B-Fab                                                            | 10:02                                                            |  |  | Bayley                                      | Bayley                                      | 12:12                                       |  |  |                                                          |                                                          |                                                          |
|  | B-Fab                                                            | B-Fab                                                            | 10:02                                                            |  |  | Bayley                                      | Bayley                                      | 12:12                                       |  |  |                                                          |                                                          |                                                          |
|  |                                                                  |                                                                  |                                                                  |  |  | Chelsea Green                               | Chelsea Green                               | Pin                                         |  |  |                                                          |                                                          |                                                          |
|  |                                                                  |                                                                  |                                                                  |  |  | Chelsea Green                               | Chelsea Green                               | Pin                                         |  |  |                                                          |                                                          |                                                          |
|  | Bianca Belair                                                    | Bianca Belair                                                    | —                                                                |  |  |                                             |                                             |                                             |  |  |                                                          |                                                          |                                                          |
|  | Bianca Belair                                                    | Bianca Belair                                                    | —                                                                |  |  |                                             |                                             |                                             |  |  |                                                          |                                                          |                                                          |
|  | Chelsea Green                                                    | Chelsea Green                                                    | Pin                                                              |  |  |                                             |                                             |                                             |  |  |                                                          |                                                          |                                                          |
|  | Chelsea Green                                                    | Chelsea Green                                                    | Pin                                                              |  |  |                                             |                                             |                                             |  |  |                                                          |                                                          |                                                          |
|  | Blair Davenport                                                  | Blair Davenport                                                  | 10:04                                                            |  |  | Chelsea Green                               | Chelsea Green                               | Pin                                         |  |  |                                                          |                                                          |                                                          |
|  | Blair Davenport                                                  | Blair Davenport                                                  | 10:04                                                            |  |  |                                             | Chelsea Green                               | Pin                                         |  |  |                                                          |                                                          |                                                          |
|  |                                                                  |                                                                  |                                                                  |  |  | Michin                                      | Michin                                      | 8:05                                        |  |  |                                                          |                                                          |                                                          |
|  |                                                                  |                                                                  |                                                                  |  |  | Michin                                      | Michin                                      | 8:05                                        |  |  |                                                          |                                                          |                                                          |
|  | Lash Legend                                                      | Lash Legend                                                      | —                                                                |  |  |                                             |                                             |                                             |  |  |                                                          |                                                          |                                                          |
|  | Lash Legend                                                      | Lash Legend                                                      | —                                                                |  |  |                                             |                                             |                                             |  |  |                                                          |                                                          |                                                          |
|  | Michin                                                           | Michin                                                           | Pin                                                              |  |  |                                             |                                             |                                             |  |  |                                                          |                                                          |                                                          |
|  | Michin                                                           | Michin                                                           | Pin                                                              |  |  |                                             |                                             |                                             |  |  |                                                          |                                                          |                                                          |
|  | Piper Niven                                                      | Piper Niven                                                      | 10:34                                                            |  |  | Michin                                      | Michin                                      | Pin                                         |  |  |                                                          |                                                          |                                                          |
|  | Piper Niven                                                      | Piper Niven                                                      | 10:34                                                            |  |  | Michin                                      | Michin                                      | Pin                                         |  |  |                                                          |                                                          |                                                          |
|  |                                                                  |                                                                  |                                                                  |  |  | Tiffany Stratton                            | Tiffany Stratton                            | 8:23                                        |  |  |                                                          |                                                          |                                                          |
|  |                                                                  |                                                                  |                                                                  |  |  | Tiffany Stratton                            | Tiffany Stratton                            | 8:23                                        |  |  |                                                          |                                                          |                                                          |
|  | Naomi                                                            | Naomi                                                            | —                                                                |  |  |                                             |                                             |                                             |  |  |                                                          |                                                          |                                                          |
|  | Naomi                                                            | Naomi                                                            | —                                                                |  |  |                                             |                                             |                                             |  |  |                                                          |                                                          |                                                          |
|  | Tiffany Stratton                                                 | Tiffany Stratton                                                 | Pin                                                              |  |  |                                             |                                             |                                             |  |  |                                                          |                                                          |                                                          |
|  | Tiffany Stratton                                                 | Tiffany Stratton                                                 | Pin                                                              |  |  |                                             |                                             |                                             |  |  |                                                          |                                                          |                                                          |
|  | Elektra Lopez                                                    | Elektra Lopez                                                    | 7:32                                                             |  |  |                                             |                                             |                                             |  |  |                                                          |                                                          |                                                          |
|  | Elektra Lopez                                                    | Elektra Lopez                                                    | 7:32                                                             |  |  |                                             |                                             |                                             |  |  |                                                          |                                                          |                                                          |

Notas
1. ↑  Jade Cargill originalmente faria parte do torneio, mas foi atacada nos bastidores por um agressor desconhecido durante o episódio de 22 de novembro do SmackDown e foi retirada da competição.[5] Ela foi substituída por Lash Legend, do NXT.[7]

## Design do cinturão
O design do cinturão é idêntico à versão masculina, mas como todos os campeonatos femininos da WWE, é menor e tem uma pulseira branca e tem um pequeno texto azul que diz "Women's" colocado acima das palavras "Estados Unidos". Como todos os outros cinturões de campeonato da WWE, as duas placas laterais apresentam uma seção central removível que pode ser personalizada com os logotipos da campeã; as placas laterais padrão apresentam um logotipo da WWE sobre um globo prateado.

## Reinados

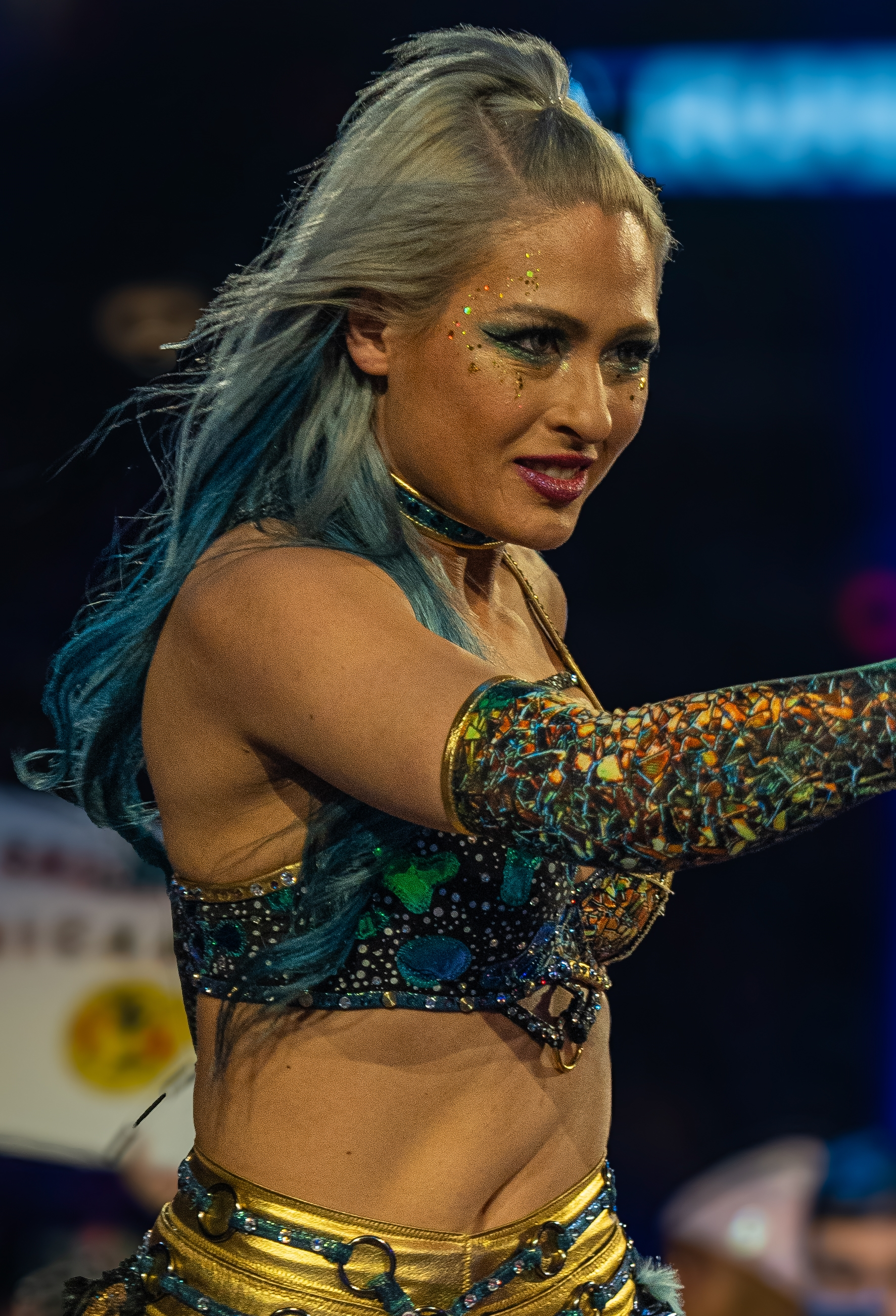
Atual campeã, Giulia.

Até 28 de junho de 2025, houve três reinados. A campeã inaugural foi Chelsea Green. A atual campeã é Giulia, que derrotou Zelina Vega no episódio de 27 de junho de 2025 do SmackDown em Riade, Arábia Saudita.
| N.º               | Ordem do reinado na história                               |
| Reinado           | Número do reinado daquele lutador                          |
| Dias              | Número de dias em que manteve o título                     |
| Dias reconhecidos | Número de dias que o reinado foi reconhecido pela promoção |
| +                 | Indica o reinado atual                                     |

|   | WWE: SmackDown |                        |                                    |                       |   |     |     |                                                                         |        |
| 1 | Chelsea Green  | 14 de dezembro de 2024 | Saturday Night's Main Event XXXVII | Uniondale, NY         | 1 | 132 | 131 | Derrotou Michin na final de um torneio e se tornou o campeão inaugural. | [ 6 ]  |
| 2 | Zelina Vega    | 25 de abril de 2025    | SmackDown                          | Fort Worth, TX        | 1 | 63  | 62  |                                                                         | [ 11 ] |
| 3 | Giulia         | 27 de junho de 2025    | SmackDown                          | Riade, Arábia Saudita | 1 | 1+  | 1+  |                                                                         | [ 12 ] |